# Fort Fredensborg

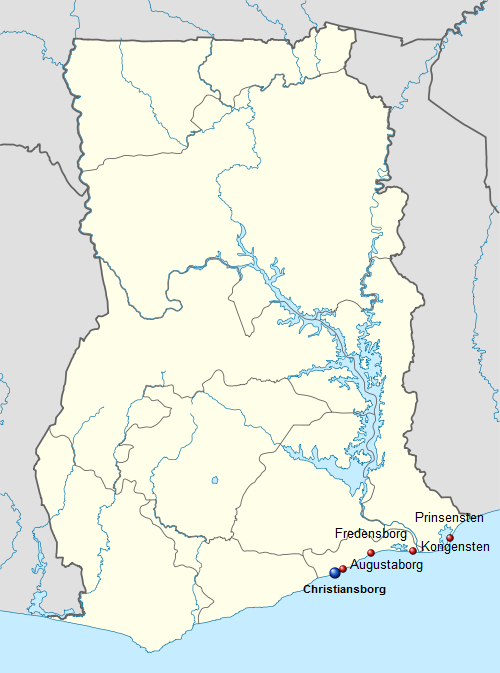
Deense Goudkust

Fort Fredensborg was een fort aan de Deense Goudkust in de Golf van Guinee. Het fort maakte deel uit van de handelsforten die werden gebouwd door Denemarken op land dat gehuurd werd van de lokale machtshebbers. Er werd voornamelijk gehandeld in slaven, goud en ivoor.
Het fort werd gebouwd in 1734 in Old Ningo, een van de oudste Europese nederzettingen van de huidige Greater Accra regio in Ghana. Dit Deense fort was ooit een vrij belangrijke post voor de slavenhandel. Door het afschaffen van de slavenhandel kwam het fort  in verval en in 1835 was er slechts één man gelegerd om de 'vlag te behouden'.
Fredensborg was al een ruïne toen het fort in 1850, samen met de andere Deense forten, werd verkocht aan de Britten.

## Galerij

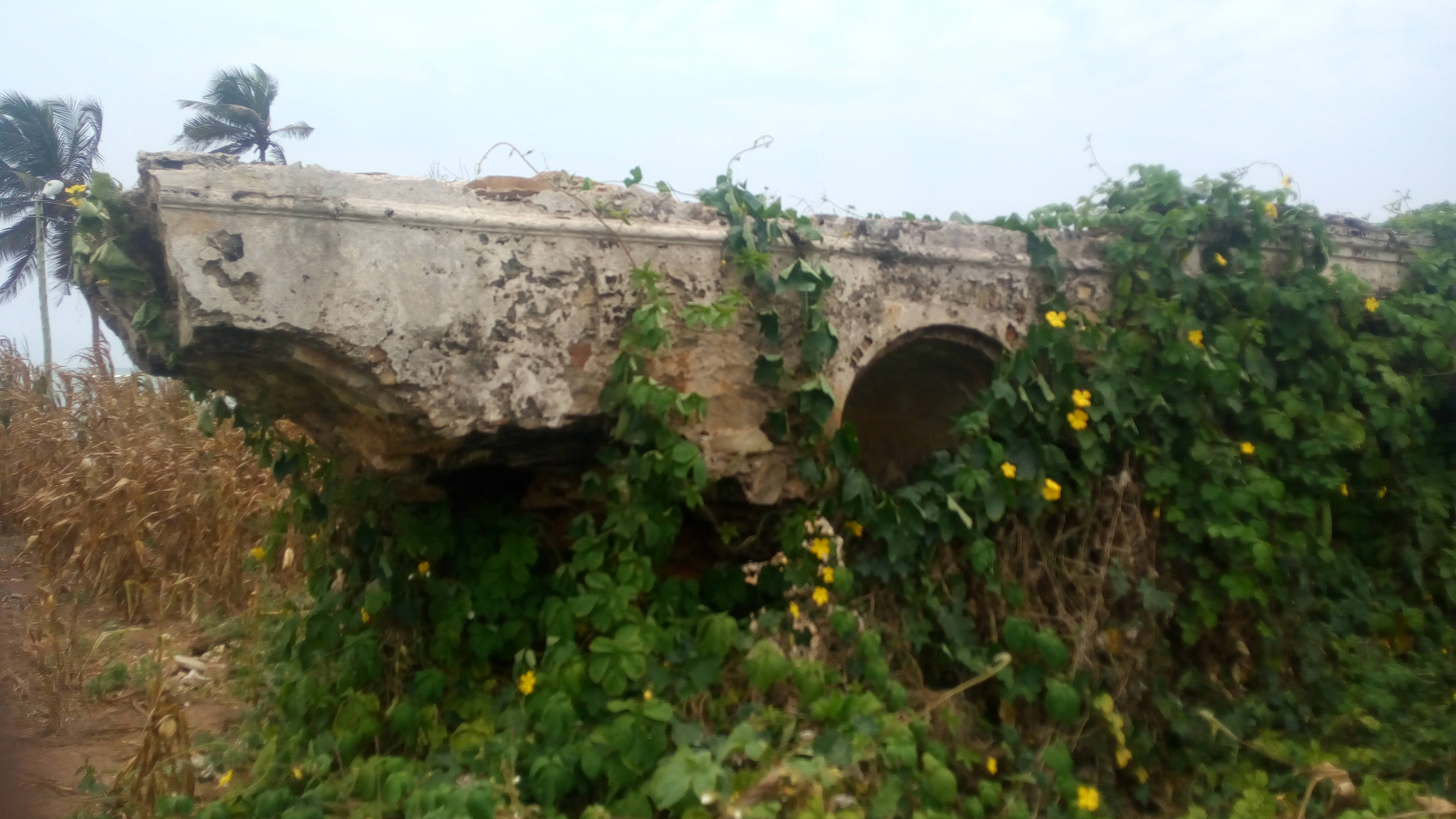
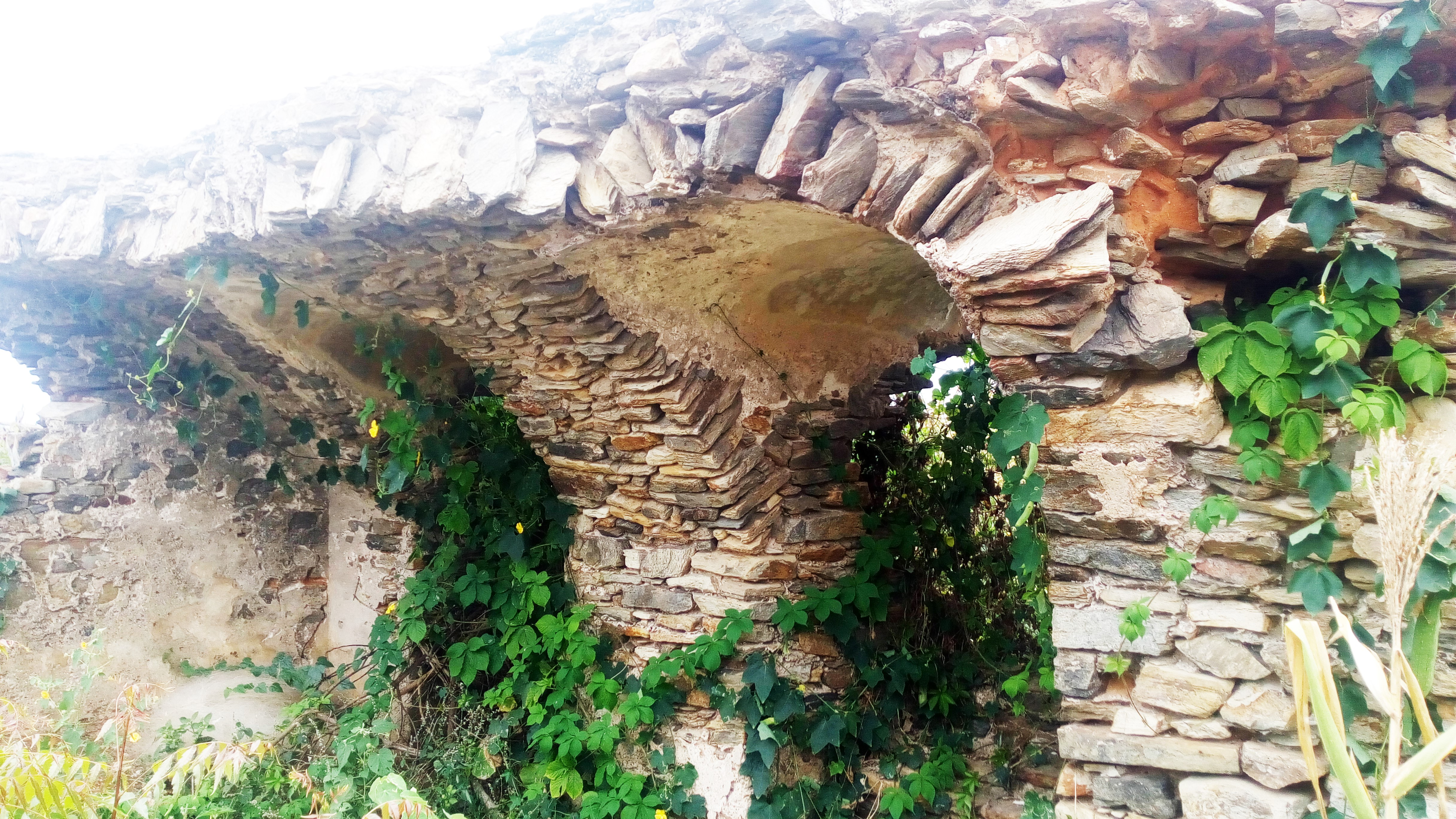
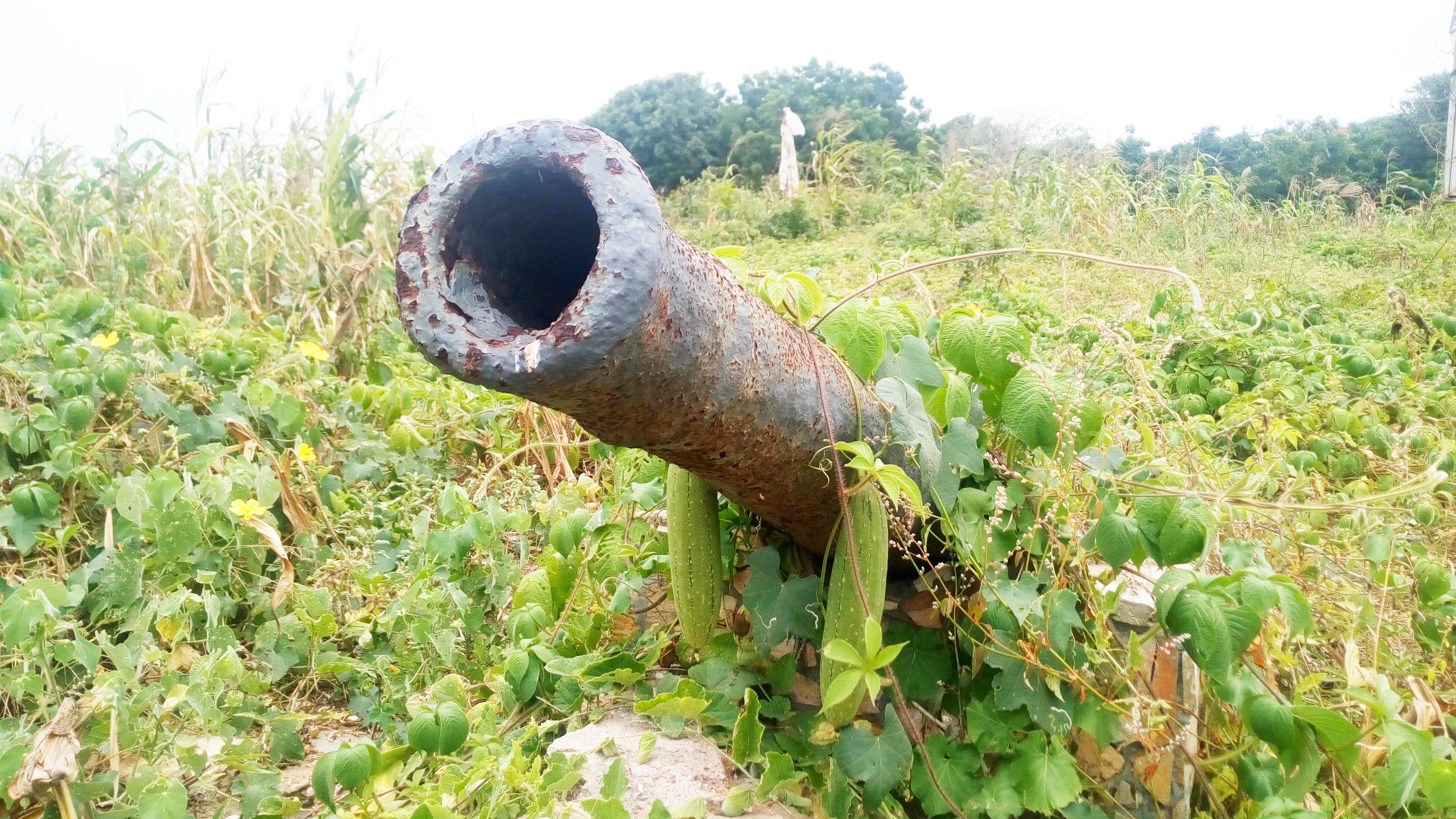
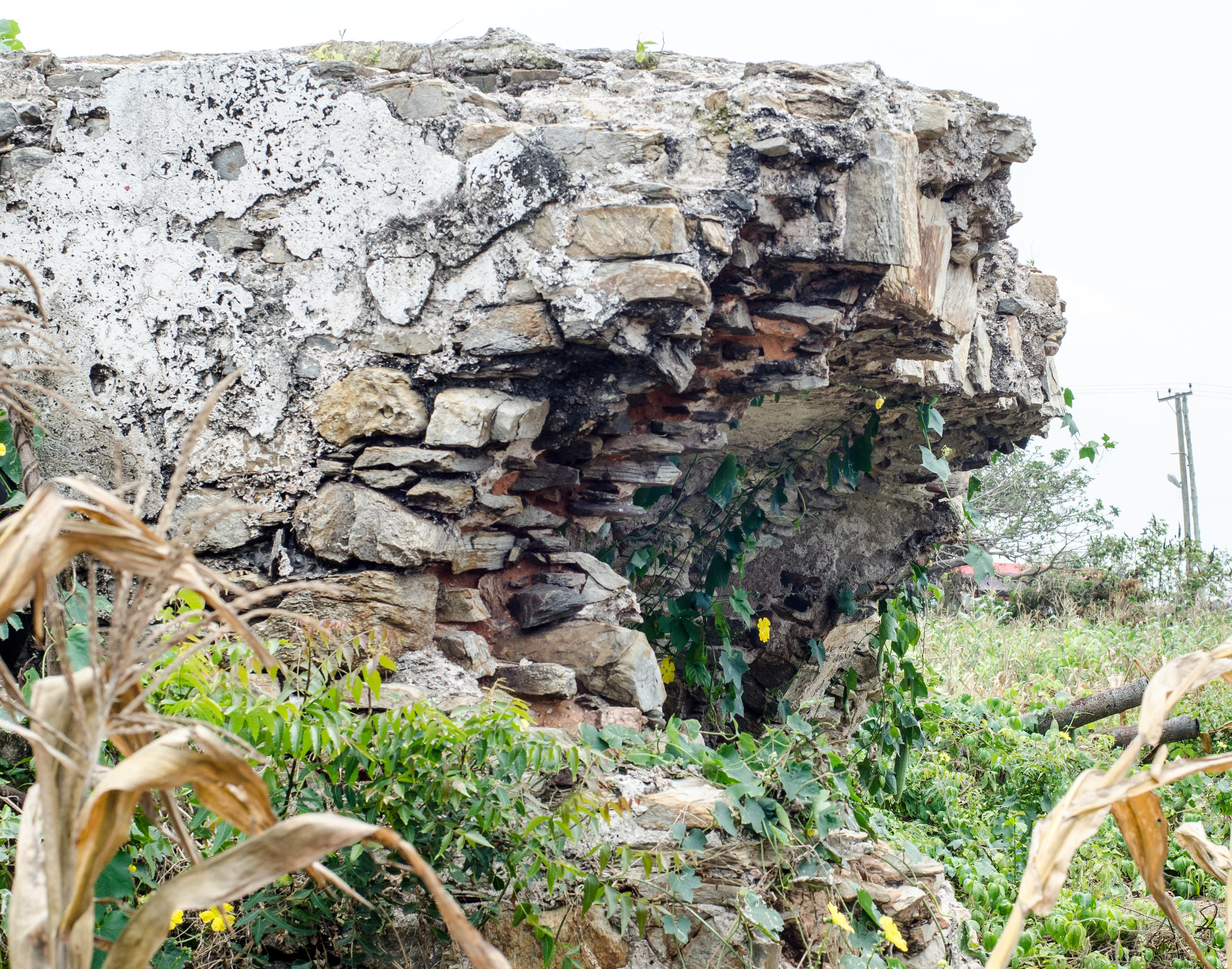